# オクトパス (ヨット)
オクトパス（Octopus）は全長126メートル（414フィート）のスーパーヨット兼海洋調査船。
2018年10月15日に死去したマイクロソフトの共同創業者ポール・アレンが所有していた、個人所有としては世界最大級のヨットのひとつである。2003年に就役し、アレンが手がけた海洋探査プロジェクトの他、科学研究計画や救援任務に定期的に貸し出されてきた。

## 概要
オクトパスはメインデッキに2基のヘリパッドを持つ。船尾に2機用のパッドと格納庫、船首に1機用のパッドがある。角形船尾には全長19メートル（63フィート）のテンダーボート（連絡船）と揚陸艇を格納する。テンダーボートは全部で7隻装備する。船上には上部甲板後方にプールがある。装備する潜水艇2隻のうち1隻は遠隔操作によって潜水深度をより大きくとれ、地図検索サービス、グーグル・アースの「海洋探査（Explore the Ocean）」プロジェクトに貸し出されたことがある 。喫水の船側ハッチにはジェットスキー用のドックを備える。
外装はEspen Øino Naval Architectsが設計し、独ブレーメンのリュールセン（Lürssen）と同キールのホヴァルツヴェルケ＝ドイツ造船（HDW）が建造した。内装は米シアトルのJonathan Quinn Barnettが手掛けた。

## 歴史
オクトパスは2003年に建造、2008年に改装を受けた。アレンはほかに世界でトップ100に入るスーパーヨット「タトゥーシュ（Tatoosh）」と深海研究船「ペトレル」を保有していた。
潜水艇と遠隔操作型無人探査機（ROV）を搭載するオクトパスをアレンは様々な救援活動や研究活動に貸し出してきた。その中にはパラオ沖で消息不明となった航空機のパイロット1名と乗員2名の捜索支援を含む。またシーラカンスを研究する科学者にも貸し出された。
2011年1月には南極に向かう途上、搭載するヘリコプターの1機がアルゼンチン沿岸沖の洋上に緊急着陸を余儀なくされた。ヘリは甚大な損傷を受けたものの、死者は出さずにすみ、副操縦士が軽傷を負うにとどまった。この際、アレンは搭乗していなかった。
2012年、英アドミラル級巡洋戦艦フッドの号鐘を国の記念物とするために引き上げようとする英海軍に貸し出した。同艦は第二次世界大戦中にデンマーク海峡の海底2,700メートル（9,000フィート）に沈没しており号鐘の位置は判明したが、悪天候により回収には至らなかった。
2015年3月、アレンが主導する調査チームが日本の戦艦武蔵をフィリピン沿岸沖のシブヤン海で発見したと発表した。
2015年8月7日、オクトパスから操作したROVにより、フッドの号鐘が回収されたと発表された。保存作業の後、2016年に英ポーツマスの王立海軍国立博物館（National Museum of the Royal Navy, Portsmouth）で展示される予定。
2017年8月、フィリピン海の水深5500メートル（1万8000フィート）で米重巡洋艦インディアナポリスの残骸をアレン率いるRV Petrelのクルーが発見したと発表された。同じ乗組員が残骸を探索、調査、確認する前回の遠征でもオクトパスに乗船していた。
2018年3月4日、アレン所有のRV Petrelが第二次世界大戦中に珊瑚海で沈没した米空母レキシントンの残骸をオーストラリア東岸沖800キロメートル（500マイル）地点の水深約3000メートル（2マイル）で発見した。

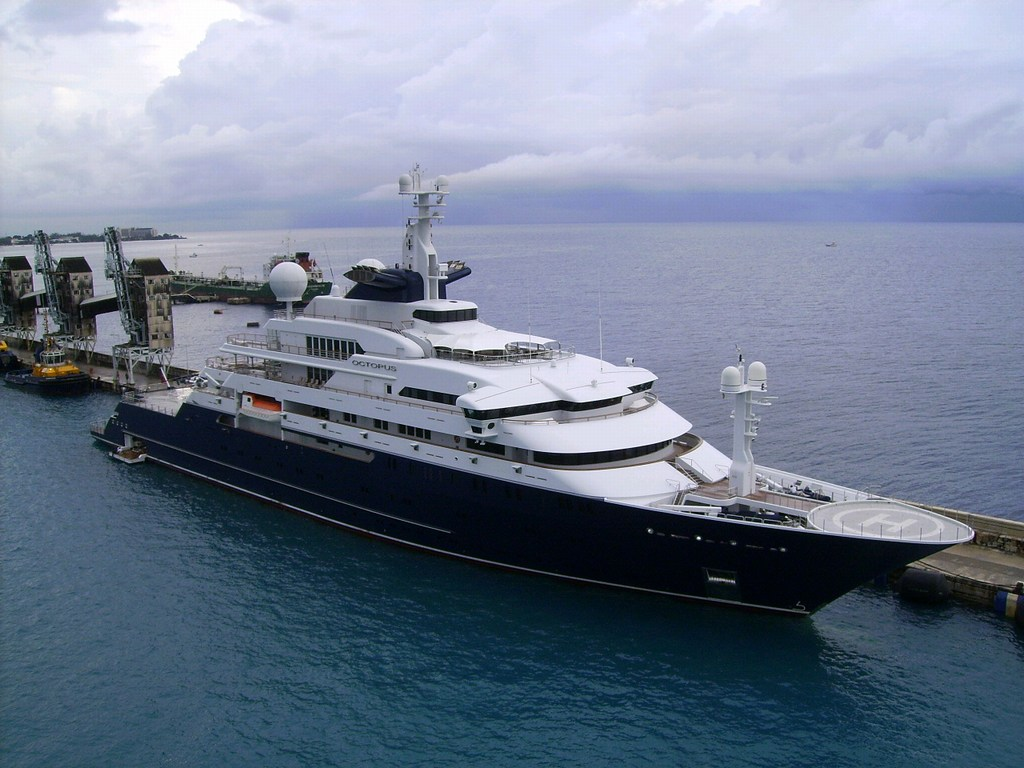
船体前方
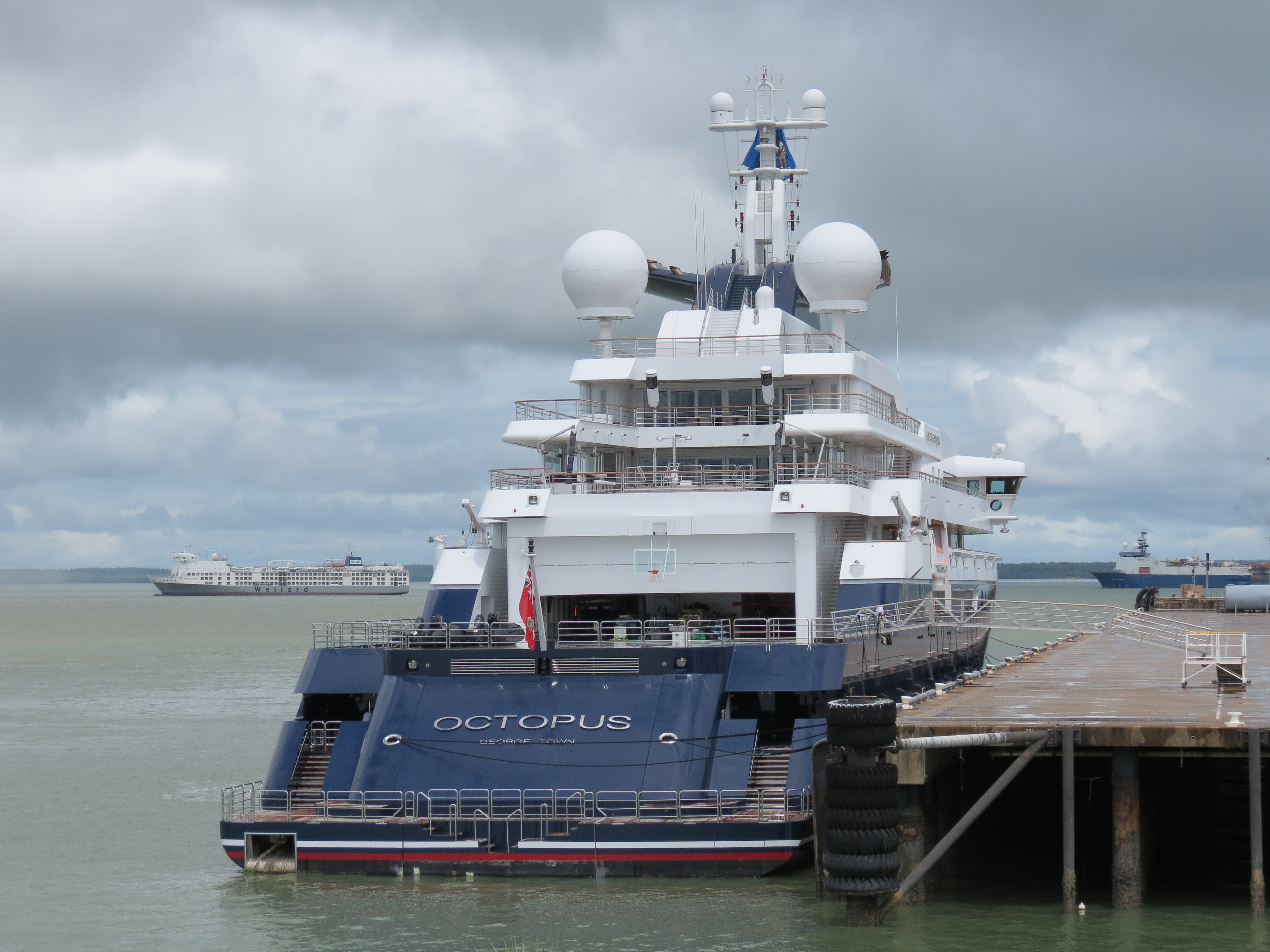
船体後部
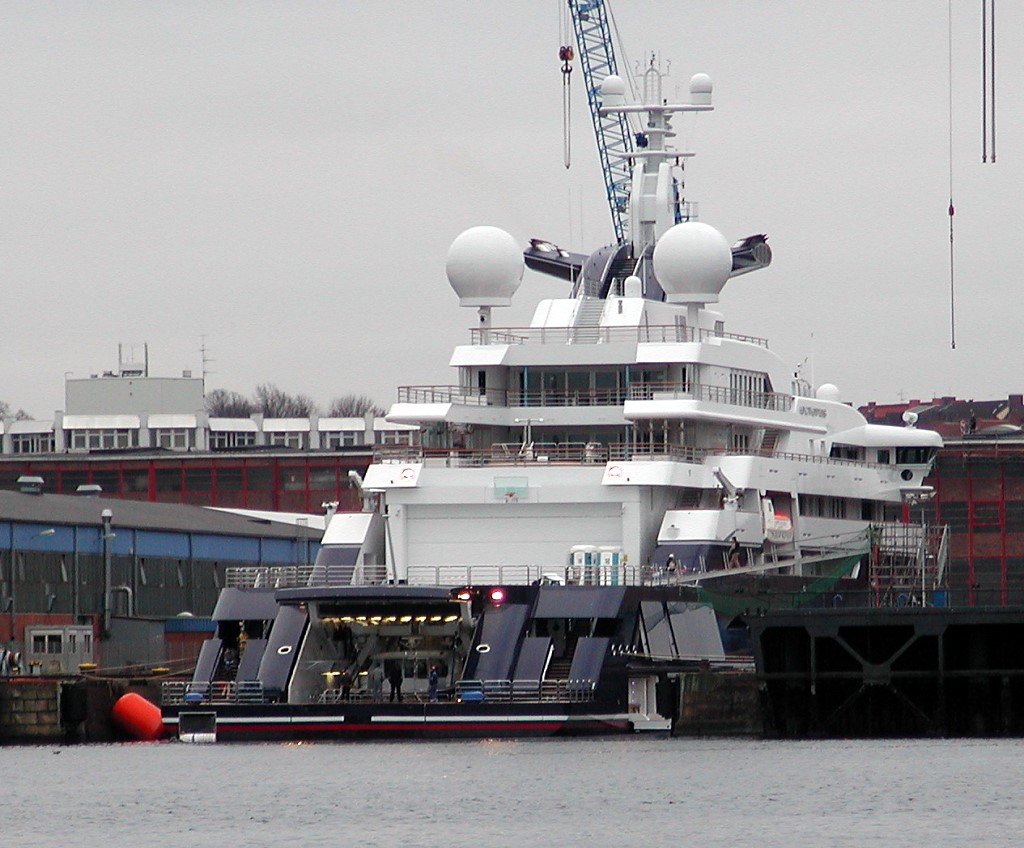
後部ハッチを開けた状態
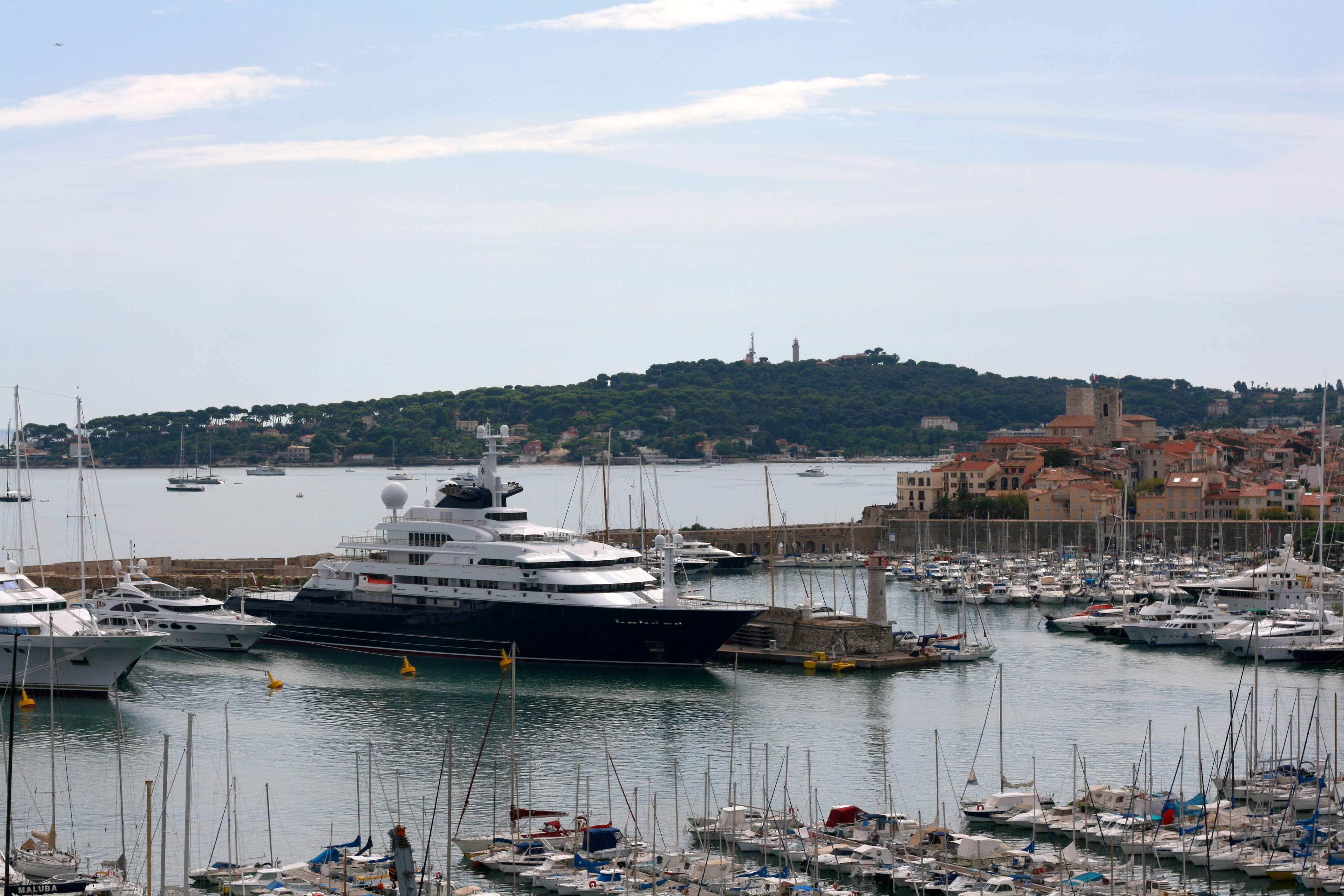
停泊するオクトパス
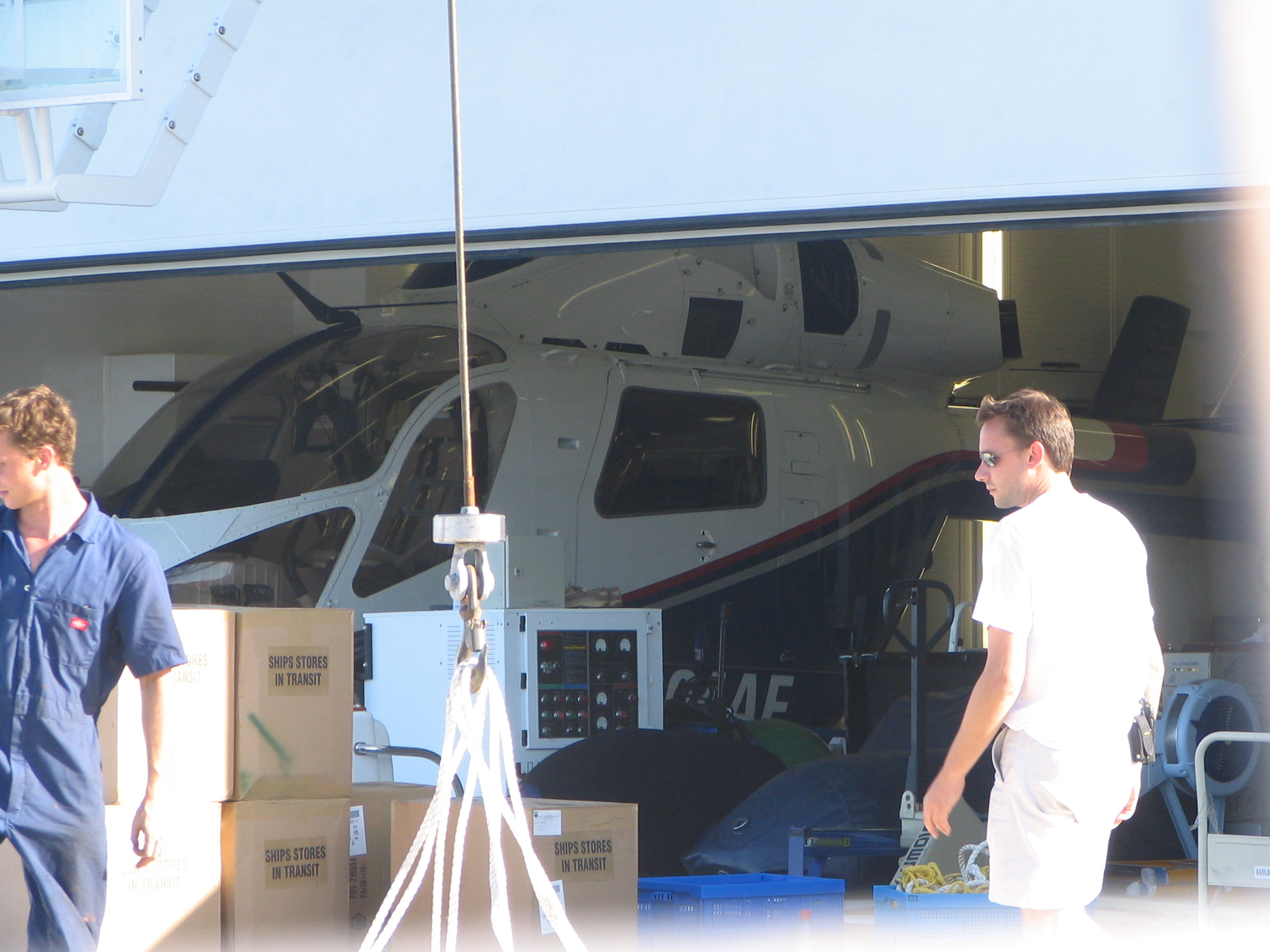
格納庫内のヘリ（MD エクスプローラー）
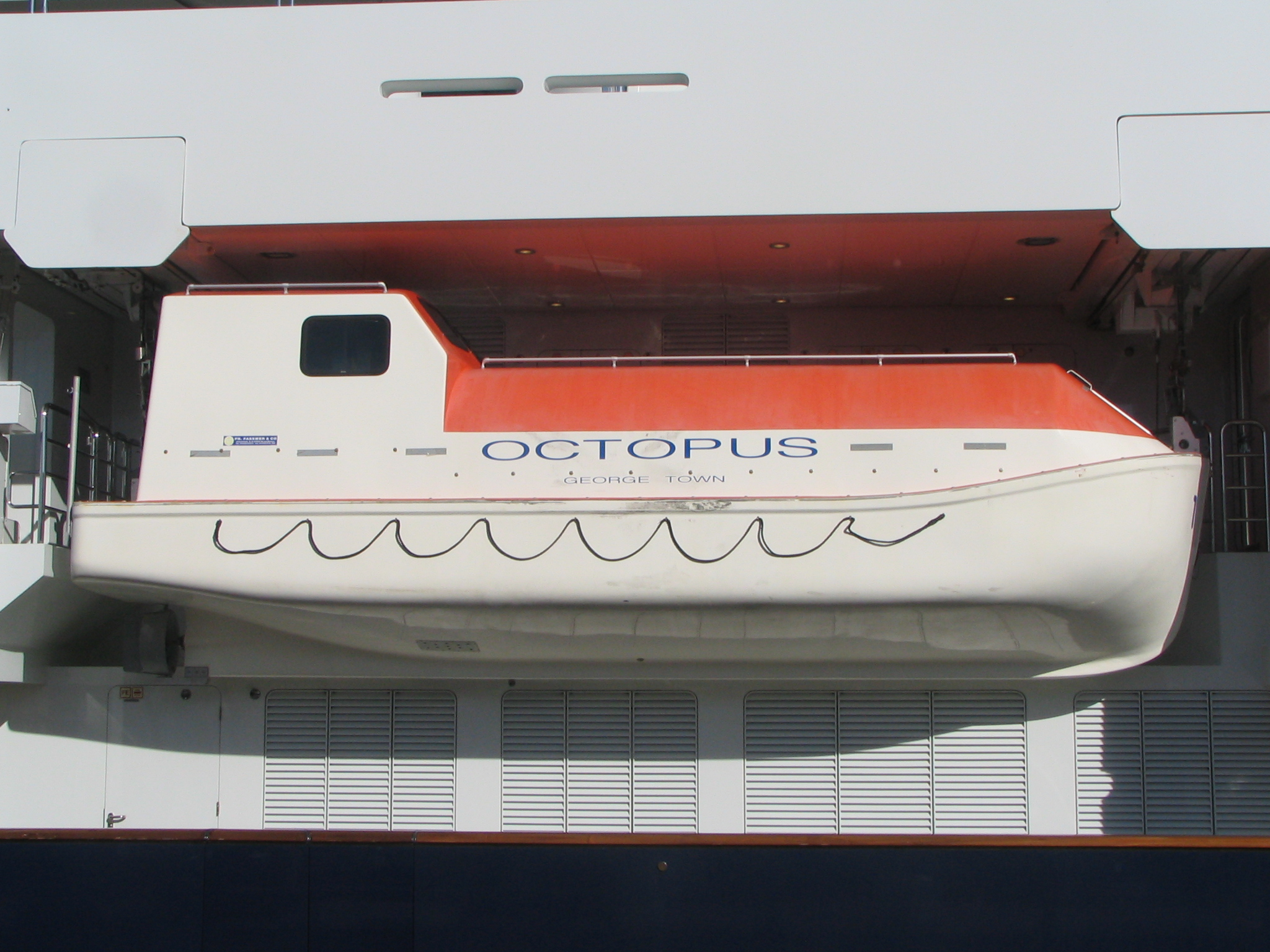
オクトパスの救命ボート
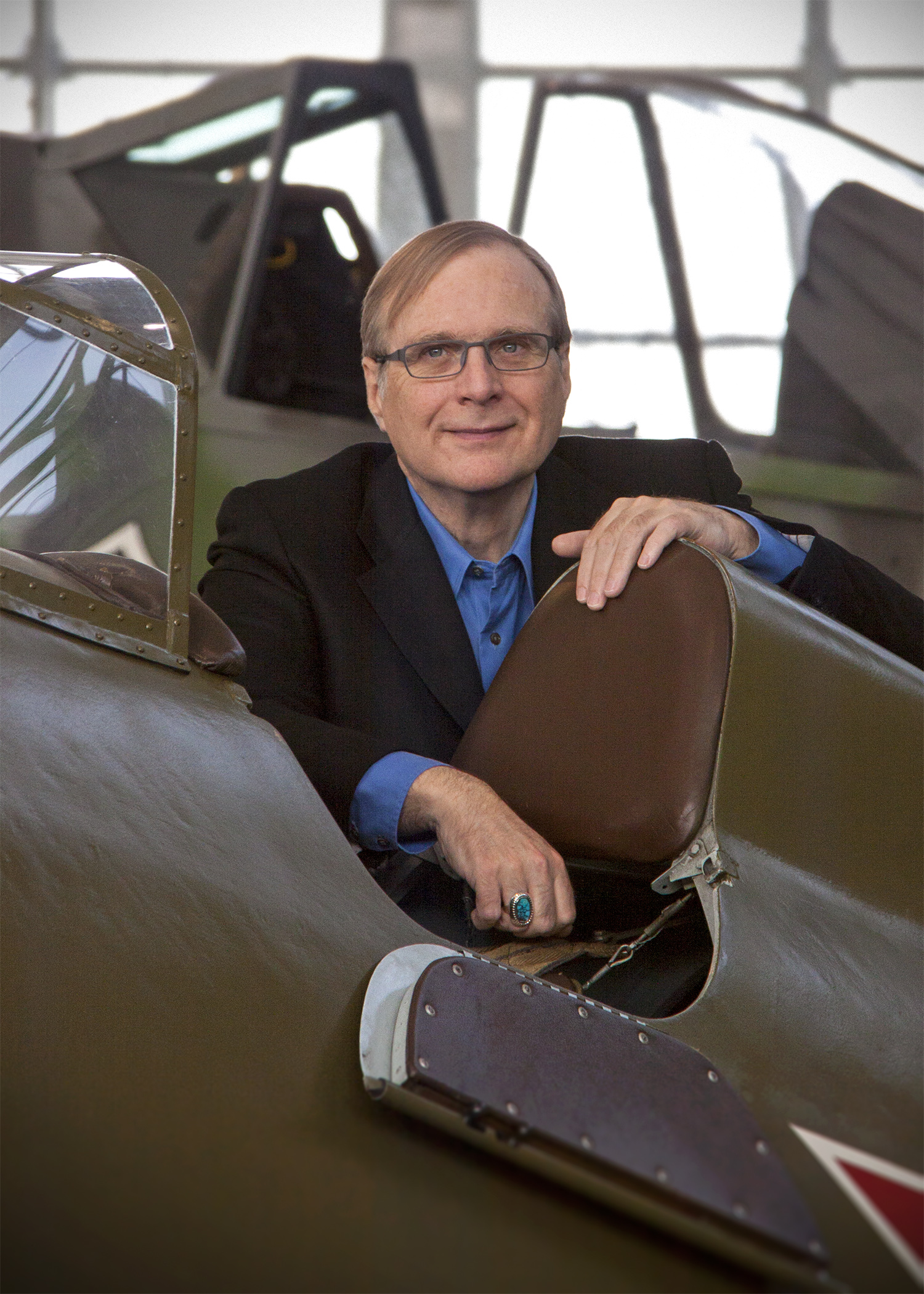
ポール・アレン